# Iowa (Luisiana)
Iowa es un pueblo ubicado en la parroquia de Calcasieu en el estado estadounidense de Luisiana. En el Censo de 2010 tenía una población de 2996 habitantes y una densidad poblacional de 364,68 personas por km².

## Geografía
Iowa se encuentra ubicado en las coordenadas 30°14′21″N 93°0′47″O / 30.23917, -93.01306. Según la Oficina del Censo de los Estados Unidos, Iowa tiene una superficie total de 8.22 km², de la cual 8.15 km² corresponden a tierra firme y (0.79%) 0.06 km² es agua.

## Demografía
Según el censo de 2010, había 2996 personas residiendo en Iowa. La densidad de población era de 364,68 hab./km². De los 2996 habitantes, Iowa estaba compuesto por el 69.63% blancos, el 25.9% eran afroamericanos, el 0.47% eran amerindios, el 0.37% eran asiáticos, el 0% eran isleños del Pacífico, el 0.63% eran de otras razas y el 3% pertenecían a dos o más razas. Del total de la población el 2.94% eran hispanos o latinos de cualquier raza.